# Donggang (Rizhao)
Der Stadtbezirk Donggang (东港区,  Dōnggǎng Qū) ist ein Stadtbezirk in der ostchinesischen Provinz Shandong. Er gehört zum Verwaltungsgebiet der bezirksfreien Stadt Rizhao. Donggang hat eine Fläche von 1.136 km² und zählt 920.511 Einwohner (Stand: Zensus 2010). Er ist Zentrum und Sitz der Stadtregierung von Rizhao.

## Administrative Gliederung
Auf Gemeindeebene setzt sich der Stadtbezirk aus fünf Straßenvierteln und sieben Großgemeinden zusammen. Diese sind:
- Straßenviertel Rizhao 日照街道
- Straßenviertel Shijiu 石臼街道
- Straßenviertel Kuishan 奎山街道
- Straßenviertel Qinlou 秦楼街道
- Straßenviertel Beijinglu 北京路街道

- Großgemeinde Heshan 河山镇
- Großgemeinde Liangcheng 两城镇
- Großgemeinde Taoluo 涛雒镇
- Großgemeinde Xihu 西湖镇
- Großgemeinde Chentuan 陈疃镇
- Großgemeinde Nanhu 南湖镇
- Großgemeinde Sanzhuang 三庄镇